# Кесарг
Кесарг (фр. Caissargues) насеље је и општина у јужној Француској у региону Лангдок-Русијон, у департману Гар која припада префектури Ним.
По подацима из 2011. године у општини је живело 3759 становника, а густина насељености је износила 468,7 становника/km². Општина се простире на површини од 8,02 km². Налази се на средњој надморској висини од 27 метара (максималној 93 m, а минималној 22 m).

## Демографија
| 1962. | 1968. | 1975. | 1982. | 1990. | 1999. | 2011. |
| ----- | ----- | ----- | ----- | ----- | ----- | ----- |
| 615   | 810   | 2.143 | 3.300 | 3.292 | 3.326 | 3.759 |

График промене броја становника у току последњих година